# Dimos Kifisia
Dimos Kifisia (Kifisia) är en kommun i Grekland.   Den ligger i prefekturen Nomarchía Athínas och regionen Attika, i den sydöstra delen av landet, 15 km nordost om huvudstaden Aten. Antalet invånare är 70 600.